# Verlagsmarketing
Verlagsmarketing bezeichnet die Strategien eines (Buch-)Verlages, im Absatzmarketing seine Zielgruppen anzusprechen und somit seine Erzeugnisse zu vermarkten. Darüber hinaus bestehen die Aufgaben des Verlagsmarketings in einer marktgerechten Sortimentspolitik und einer gezielten Marketingkommunikation namentlich in den Beziehungen zu Marktpartnern wie Autoren, Lesern, Presse und den Buchhandel. Ein Bereich des Verlagsmarketings ist das Bestsellermarketing. Das Verlagsmarketing kennt verschiedene Produkteformen wie Zeitungen, Bücher, Zeitschriften, Hörbücher und im digitalen Bereich auch E-Books.

## Marketingstrategien von Verlagen

### Pull-Marketing
Im ersten Verlagstyp kann mit dem sogenannten Pull-Marketing gearbeitet werden. In diesem Fall ist ein Verlag wissenschaftlich oder in eine bestimmte Fachrichtung orientiert und kann so direkt die für ihn passende Zielgruppe ansprechen. Das Pull-Marketing kann von allen Verlagshäusern angewendet werden, die das Interesse einer speziellen soziodemographischen Gruppe auf sich ziehen. Durch verschiedene Multiplikatoren (Kongresse, Fachorgane etc.) können Interessenten direkt angesprochen und in einen Handel mit dem Verlag gezogen werden. Daher auch der Begriff Pull-Marketing.

### Push-Marketing
Während des Push-Marketing, dem direkten Gegenstück zum Pull-Marketing, richtet sich der Verlag nicht nach einer soziodemographisch zu bestimmenden Zielgruppe, sondern nach einer psychodemographisch zu bestimmenden. In diesem Fall versucht der Leser, ein Bedürfnis irgendeiner Art durch das Konsumieren eines für ihn passenden Buches zu stillen. Meist handelt es sich hier um Kriminalromane, Unterhaltungsliteratur oder Werke, die zu dem Lebensstil des Lesers passen (z. B. Hobbyliteratur). Die Zielgruppen sind hier durch verschiedene Merkmale, wie der Einstellung des Lesers oder seinen Lebensumständen zu bestimmen. Da solche Zielgruppen am effektivsten von den Massenmedien beeinflusst werden können, Verlage jedoch meist nicht die finanziellen Mittel für ein solch kostspieliges Marketing haben, wenden sie sich meist an den Handel.

### Push-and-pull-Marketing
Durch diese Strategie, die die klassische Strategie bedeutender Hersteller von Markenartikeln ist, wird die Zielgruppe gleich zweifach stimuliert. Zum einen durch möglichst zielgruppengenaue Werbung in den Print- und Onlinemedien, zum anderen durch Marketing im Handel. Eine weitere Bedeutung hat Public Relations für Verlage, in dem sie Novitäten von Medien rezensieren lassen, deren Leser mit der Zielgruppe des Verlagsproduktes übereinstimmen. Dies fördert die Bekanntheit von Büchern und jene des Verlages bei Lesern und bringt Buchhandlungen dazu, bei steigender Nachfrage Bücher dann auch in das Sortiment aufzunehmen. Das Buchhändler-Marketing ist für Verlage wichtig, indem die Beziehungen, auch durch Handelsreisende, gepflegt, mit Vorschauen die Novitäten vorgestellt werden und auf Verlags-Homepages jederzeit aktuelle Produktinformationen für Buchhändler zu finden sind. Immer wichtiger wird auch, Big Player wie Amazon mit interessanten Informationen zu bedienen und in Datenbanken präsent zu sein. Bücher, auf denen der Schwerpunkt einer Verlagsvorschau liegt, werden auch als Spitzentitel bezeichnet. Bücher mit mittleren Auflagen gehören zur sogenannten Midlist.

## Werbung und Direktmarketing

### Bestsellerlisten
Die bedeutendsten Bestsellerlisten werden von der Zeitschrift Spiegel und vom Fachmagazin Buchreport erstellt. Ihre Titel auf einer der Listen zu sehen, ist das ultimative Ziel der Marketingabteilungen der Buchverlage. Bestsellerlisten haben, in Bezug auf die Meinungsbildung, einen hohen Einfluss auf Konsumenten und tragen so aktiv zur Verkaufsförderung bei. Auch Buchhändler richten sich bei der Zusammenstellung ihres Sortiments zumeist an den Listen. Aufgrund der Tatsache, dass einige Listen nicht auf exakten Verkaufszahlen beruhen, stehen sie des Öfteren im Zentrum öffentlichen Interesses und werden kritisiert. Bestsellerlisten sind aufgrund ihrer Werbetätigkeit ein wichtiger Bestandteil des Bestsellermarketings.

### Direktmarketing
Selbstverständlich richten sich viele Buchverlage noch immer an den „klassischen“ Verkaufsstrategien aus. So sind sie auf Buchmessen vertreten, auf Seminaren, es werden Telefonate mit möglichen Konsumenten geführt, diese werden auf direktem Weg durch die Zustellung von Werbematerial angesprochen oder es werden Anzeigen in Zeitschriften und Zeitungen geschaltet sowie Leseexemplare für Rezensenten vorgelegt. Im Zeitalter des Internets wird auch dieses oft und gerne in Anspruch genommen, um auf neue literarische Produkte aufmerksam zu machen. So zum Beispiel durch Internetlinks, E-Mails oder Online-Anzeigen.

### Werbung im Wissenschafts- und Fachverlag
Sowohl Wissenschafts- als auch Fachverlage nehmen gerne das Konzept des Direktmarketings in Anspruch. Sie erreichen ihre möglichen Konsumenten durch Anzeigen in einschlägigen Fachzeitschriften, Auftritte auf Fachveranstaltungen und Werbung in den sie vertretenden Spezialbuchhandlungen (meist zwischen 200 und 250). Aus ebendiesen erhalten sie auch alle wichtigen Informationen, auf denen ihre Werbestrategien letztendlich beruhen.

### Werbung im Publikumsverlag
Bei der Werbung im Publikumsverlag werden insbesondere die Menschen angesprochen, die ein besonderes Interesse an Literatur haben. Aus diesem Grund wird für literarische Neuerscheinungen in bestimmten Zeitschriften und Zeitungen mit geringer Auflage geworben. Anstatt Pull-Marketing anzuwenden, welches auf der Werbung in den Massenmedien (TV, Rundfunk etc.) beruht, wird hier Push-Marketing bevorzugt. Publikumsverlage sind meist von der Unterstützung des Buchhandels abhängig, von den Werbeaktivitäten der Händler (Händlerwerbung) und deren Kontakt zum Kunden. Die Taktik des Publikumsverlags beruht auf zwei Gründen: erstens ist Werbung in den Massenmedien für viele Verlage zu kostspielig, zweitens werden oft lediglich Kunden erreicht, die sich nicht nach der literarischen Qualität von Büchern richten, sondern nach deren Bekanntheitsgrad.

### Internetverkauf
Auch das Internet wird gerne als Verkaufsplattform für Literatur angenommen. So wird Werbung für Bücher auf verschiedenen Internetseiten geschaltet, oft mit Abbildungen des Covers und Werbetexten. Auch Internetbuchhandlungen gehören mittlerweile zu den gewohnten Marketingstrategien (e-commerce). Eine Nutzung solcher strategischer Möglichkeiten ist natürlich nur möglich, wenn Buchhandlungen gewillt sind, sich mit anderen Medien und Partnern zu vernetzen. Eine weitere Möglichkeit das Internet im Sinne der Verkaufsförderung zu nutzen sind sogenannte Online-Produkte. Dies bedeutet, bereits veröffentlichte Werke im Internet gegen eine Gebühr freizuschalten. Dies kann durch ein Abonnement oder durch den Kauf eines Einzelartikels geschehen. So hat der Interessent die Möglichkeit, sofortigen Zugang zum Inhalt eines Buches zu erhalten, ohne dieses zuerst im Handel kaufen oder über das Internet bestellen zu müssen. Experten sind noch immer der Meinung, dass das breit gefächerte und vielversprechende Angebot des Internets noch in zu geringem Maße vom Buchhandel und von Verlagen genutzt wird. Durch eine intensivere Beschäftigung mit dem Thema Internet würden sich bestimmt neue interessante Wege für das Verlagsmarketing erschließen.

### Onlinemarketing
Über den Verkauf hinaus bieten sich Verlagen auch weitere Möglichkeiten und Tools, vor allem im Social-Media-Bereich, für eine integrierte Marketingkommunikation an. So können sie in Business-Netzwerken wie Xing Erfahrungsaustausch mit ihren Zielgruppen und Kontakte zu potenziellen Autoren pflegen oder je nach Sortiment und Leserschaft auf Facebook Buch- oder Autoren-Fanpages einrichten. Für einzelne Bücher oder den Verlag sind Blogs oder Blog-Teilnahmen möglich, in denen sich der Autor oder Verlag zum Sortiments- oder Buchthema äußert oder aktuelle Beiträge und Buchauszüge publiziert, welche für die Leser interessant sind. In Twitter können ebenfalls mit dem Buchthema oder Verlagssortiment verwandte Artikel und Hinweise auf Neuerscheinungen oder über aktuell stattfindende Autorenlesungen mit Youtube-Integration und Buchtrailern gemacht werden. Leser-Communitys und Fachforen sind insbesondere für Fachverlage eine Plattform, Know-how-Beiträge zu liefern und beispielsweise Leserdiskussionen zu initiieren. Auf Verlags-Websites bieten sich ebenfalls zahlreiche Möglichkeiten – es können Leseproben oder kostenlose E-Books angeboten, von Lesern Feedback und Kritik erbeten und Buchbesprechungen publiziert werden. Auch das Interesse bzw. die Nachfrage nach neuen Buchthemen für die Marktforschung kann evaluiert und News für Marktpartner wie den Buchhandel mit Vorschauen können erstellt werden. Newsletter zu Neuerscheinungen oder mit Vorabzügen von Novitäten sind ebenfalls interessante Instrumente. Auf umso mehr Plattformen, Tools, Webseiten und Netzwerken Verlage mit nutzenstiftenden Inhalten präsent – und vor allem auch vernetzt sind – und mit ihren Lesern (und anderen Marktpartnern) kommunizieren, desto wirksamer und breiter können sie sich und ihr Sortiment online etablieren und profilieren und ihren Bekanntheitsgrad fördern.

### Besonderheiten des Bestsellermarketing
Das Bestsellermarketing, welches ein Bestandteil des Verlagsmarketings ist, geht noch etwas aggressiver und spezifischer vor als das normale Verlagsmarketing. Das Bestsellermarketing achtet insbesondere auf die prominente Positionierung bestimmter Autoren, zum Beispiel durch häufige Namensnennung in den Medien; auch die Platzierung eines Titels auf einer Bestsellerliste, steigert oft noch die Verkaufszahl. Dies kann ebenfalls erreicht werden durch sowohl positive als auch negative Besprechungen von bekannten Kritikern (Marcel Reich-Ranicki, Hellmuth Karasek, Sigrid Löffler etc.). Eine gelungene Covergestaltung ist eine wichtige Voraussetzung zur Produktion und Vermarktung eines Bestsellers.
Bestseller-Fortsetzungen versuchen gelegentlich, an den Verkaufserfolg eines Bestsellers anzuknüpfen.

## Verlags-Sortimentspolitik
Dies ist die Produktpolitik von Verlagen. Im Falle von Buchverlagen geht es darum, ein Buchprogramm zu entwickeln und zu pflegen, welches der strategischen Ausrichtung und den Leserzielgruppen des Verlages entspricht. Die zentralen Fragen sind dabei, welche Themen – Fachthemen oder Romanhandlungen –- man mit welchen Autoren angehen will und ob diese zum Sortiment des Verlages passen. Die Preispolitik (hohe Fachbuchpreise oder eher tiefe Preise wie bei der Belletristik) und die Produkteform (Taschenbücher, Hardcover, Pocketguides, CD-ROM's, Paid Content online) sind weitere Faktoren, welche für Verlagssortimente wichtig sind. Hinzu kommt die Autorenrekrutierung, d. h. beispielsweise deren Kompetenz, Bekanntheit, Fachgebiet und Publikationserfahrung, welche den Erfolg von Verlagsprodukten wesentlich beeinflussen. Zentral sind dann natürlich auch die Buchkonzepte und -inhalte, also ob beispielsweise ein Fachbuch aktuell, fachkompetent und interessant ist, eine genügend hohe Nachfrage erzielen kann und einen Autor hat, der in Fachkreisen über Kompetenz und einen guten Ruf verfügt. Dies wird in Verlagen meistens von Verlagsleitern, Lektoren und Marketingspezialisten entschieden und beurteilt. Zu prüfen ist dann auch, ob man den Buchhandel für die Aufnahme eines Buches gewinnen kann und welche Möglichkeiten im Absatzmarketing bestehen.